# 紀元前698年
紀元前698年（きげんぜん698ねん）は、西暦（ローマ暦）による年。紀元前1世紀の共和政ローマ末期以降の古代ローマにおいては、ローマ建国紀元56年として知られていた。紀年法として西暦（キリスト紀元）がヨーロッパで広く普及した中世時代初期以降、この年は紀元前698年と表記されるのが一般的となった。

## 他の紀年法
- 干支 : 癸未
- 中国
  - 周 - 桓王22年
  - 魯 - 桓公14年
  - 斉 - 釐公33年
  - 晋 - 晋侯緡9年
  - 秦 - 出子6年
  - 楚 - 武王43年
  - 宋 - 荘公13年
  - 衛 - 恵公2年
  - 陳 - 荘公2年
  - 蔡 - 桓侯17年
  - 曹 - 荘公4年
  - 鄭 - 厲公3年
  - 燕 - 宣侯13年
- 朝鮮
  - 檀紀1636年
- ユダヤ暦 : 3063年 - 3064年

## できごと

### 中国
- 魯の桓公と鄭の厲公が曹で会合した。
- 鄭の厲公の弟の公子語が魯に派遣されて盟を交わした。
- 宋・斉・蔡・衛・陳の連合軍が鄭を攻撃した。

## 死去
- 斉の釐公
- 秦の出子
- 燕の宣侯